# Paul Lonsdorfer
Paul Lonsdorfer (* 20. November 1907 in Saarbrücken; † unbekannt) war ein deutscher Nationalsozialist, der in der Deutschen Front aktiv war.

## Leben
Lonsdorfer wurde als Sohn einer katholischen Familie erzogen. Die gymnasiale Oberstufe brach er in der Obertertia ab. Er erlernte danach keinen Beruf und bestritt seinen Lebensunterhalt mit Gelegenheitsjobs. Im August 1929 wanderte er nach Südwestafrika aus, um sich dort landwirtschaftlich zu betätigen. Jedoch kehrte er bereits im Dezember 1929 wieder zurück. Zum 1. August 1930 trat er in die NSDAP ein (Mitgliedsnummer 280.731). Außerdem wurde er Mitglied der Schutzstaffel (SS-Nummer 4.268). 1933 wurde er SS-Obersturmführer und befehligte den Sturm 4/1/10 in Saarbrücken.
In der Zeit des Verbots der SS im Saargebiet von 1934 bis zum Wiederanschluss des Saargebietes an das Deutsche Reich 1935 war er Leiter des Ordnungsdienstes der Deutschen Front, einer Art Tarnorganisation, die SA und SS umfasste. 1935 wurde er wegen seiner Verdienste um den Nationalsozialismus mit einer Stelle in der saarländischen Grubenverwaltung belohnt. Dort war er verantwortlich für den Überwachungsdienst und ließ oppositionelle Bergleute entlassen oder in die Konzentrationslager deportieren. 1936 wurde er zum Hauptsturmführer in der 85. SS-Standarte ernannt. 
1941 wurde ihm ein landwirtschaftlicher Betrieb in Lothringen übertragen. Am 7. April 1943 wurde er aus der SS ausgeschlossen, nachdem bekannt wurde, dass er ein 14-jähriges Mädchen vergewaltigt hatte. Er konnte dem Konzentrationslager entgehen und wurde lediglich zu einer sechsjährigen Zuchthausstrafe verurteilt.